# 小行星1230
小行星1230（1230 Riceia）是一颗围绕太阳公转的小行星。1931年10月9日，卡爾·威廉·萊茵姆特在海德堡发现了此天体。
該小行星以美國業餘天文學家休·萊斯（Hugh Rice）命名。
这颗小行星的绝对星等为184.76325等。